# Stegana yapingi
Stegana yapingi är en tvåvingeart som beskrevs av Chen och Wang 2004. Stegana yapingi ingår i släktet Stegana och familjen daggflugor. Inga underarter finns listade i Catalogue of Life.